# Goudsbloem (soort)
De goudsbloem (Calendula officinalis, ook Mariagold, Engels: Marigold) is een plant die behoort tot de composietenfamilie (Compositae of Asteraceae). De soort wordt in siertuinen gebruikt. De plant is oorspronkelijk afkomstig uit Zuid-Europa.
Het is een eenjarige plant met meestal oranje, maar soms ook gele bloemen.
De plant wordt 30-45 cm hoog en heeft stompe bladeren. De goudsbloem bloeit van mei tot november. De vruchten zijn meestal gekromd en bootvormig.

## Ecologie
De goudsbloem is waardplant voor de rupsen van Spilosoma virginica, Brenthia buthusalis, gamma-uil (Autographa gamma), Condica capensis, de goudgele boorder (Gortyna flavago), vlekdaguil (Heliothis peltigera), geoogde w-uil (Lacanobia contigua), groente-uil (Lacanobia oleracea), kooluil (Mamestra brassicae), erwtenuil (Melanchra pisi), splinterstreep (Naenia typica), huismoedertje (Noctua pronuba), Papaipema nebris en oranje o-vlinder (Pyrrhia umbra).

## Toepassingen

### Consumptie
Verse of gedroogde bloemen kunnen worden gebruikt in soepen. De bloemen kunnen ook gebruikt worden als kleurstof voor kaas, boter en andere levensmiddelen. Vroeger werden de bloembladen gebruikt voor vervalsing van saffraan.

### Medisch
De jonge bladeren en de bloemen zijn eetbaar en heilzaam voor gal en lever.
Van de plant worden ook zalf en tinctuur gemaakt. Deze hebben als eigenschap dat ze wondsamentrekkend, huidherstellend en desinfecterend werken. In de bloembladen zit etherische olie, die veel gebruikt wordt in zalf.

### Olie
Ook de vruchten zijn oliehoudend. Goudsbloemolie gewonnen uit de vruchten kan gebruikt worden als bindmiddel in verven en lakken. De goudsbloemolie is na bewerking ook geschikt als verfverdunner ter vervanging van andere verdunners.

## Symboliek
Een mythe vertelt het verhaal over de mooie Aphrodite. Toen haar Adonis stierf kwamen er uit de tranen die zij huilde goudsbloemen tevoorschijn.
In het christendom is de goudsbloem gewijd aan Maria. In de Middeleeuwen verbond men vaak de naam van Maria aan iets dat mooi was. Vandaar de naam 'Mariagold' voor de goudsbloem.
Andere volksnamen voor de goudsbloem zijn 'kroningsbloem' of 'oranjebloem'. Dit omdat de plant een historische verbintenis heeft met het hof van de Oranjes.
Heksen gebruiken de plant bij spreuken met betrekking tot de gezondheid of bescherming, zie ook afweerkruiden.

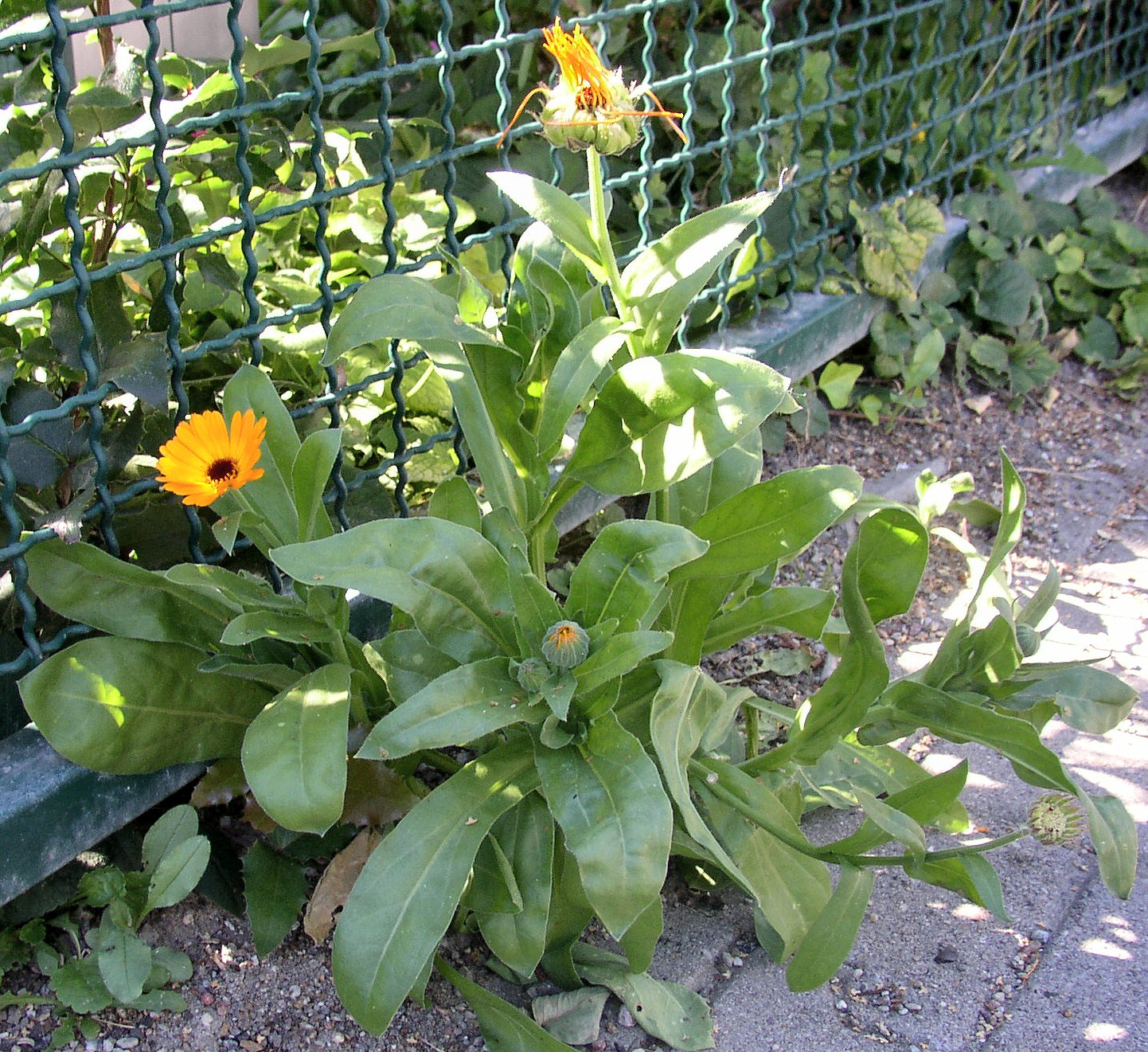
Goudsbloem
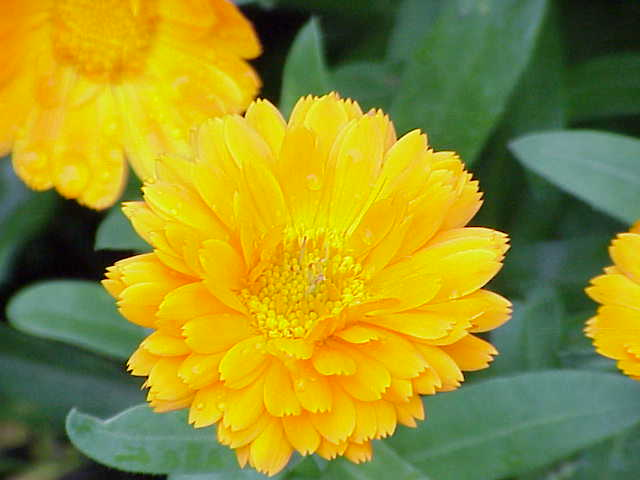
Bloem
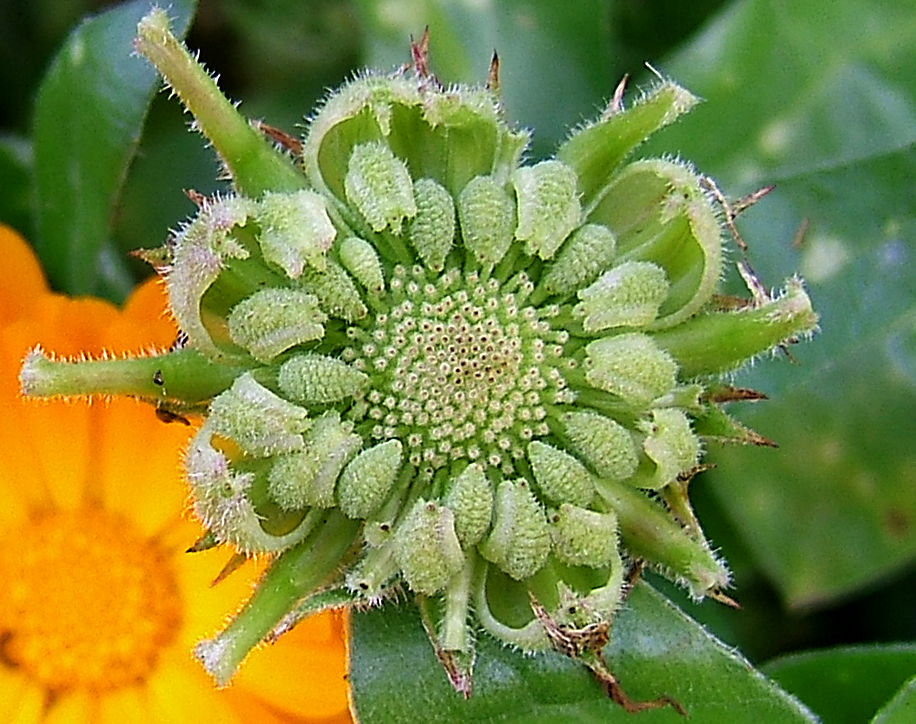
Vruchten
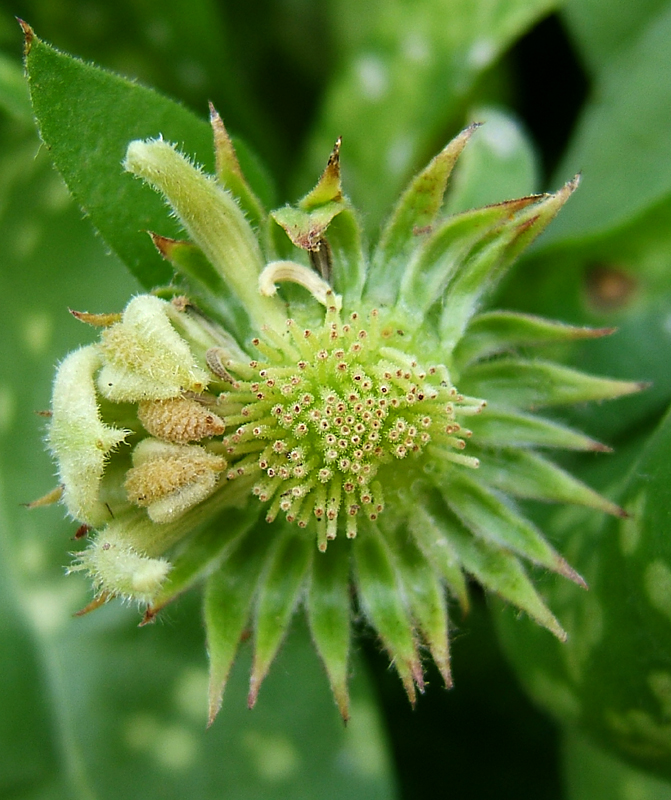
Na het uitvallen van de vruchten

## Geraadpleegde literatuur
1. ↑  Koomen, E. (1976). Tuinieren voor iedereen. Baarn: Market Books bv.
2. ↑  https://clinicaltrials.gov/ct2/show/NCT01688479?term=calendula&rank=1